# Ромський гімн
«Джелем, Джелем» — пісня, створена Ярко Йовановичем, часто використовується як гімн ромського народу. Назва була адаптована в багатьох країнах місцевими ромами, щоб відповідати їх рідній орфографії та розмовному діалекту ромської мови.

## Назви
Деякі з багатьох назв пісень включають:
- «Đelem, Đelem» (латинська сербська та боснійська орфографія)
- «Djelem, Djelem» (німецька та французька орфографія)
- «Дзелем, Дзелем»
- Dželem, Dželem (латинська сербська та боснійська орфографія)
- «Gyelem, Gyelem» (угорська орфографія)
- «Джелем, Джелем»
- «Opré Roma»
- «Ромале Шавале»
- «Ѓелем, Ѓелем» (македонська орфографія)
- Джелем, джелем (орфаграфія російської, української та болгарської мов)
- «Ђелем, Ђелем» (кириличний сербський і боснійський правопис)
- «Џелем, Џелем» (альтернативна кирилична сербська та боснійська орфографія)
- «Kara Çocuk Raksı» (турецька версія, букв. чорний танець дитини)[1]

В інтерв'ю репортеру Майку Калезичу Йованович сам назвав пісню «Opre Roma».

## Історія
Переживши на власні очі ув'язнення ромів під час Параймоса (ромський Голокост під час Другої світової війни) у Незалежній Державі Хорватія, 1949 року Йованович згодом склав текст пісні «Джелем, Джелем» і поклав його на традиційну мелодію. Пісня була вперше прийнята делегатами першого Всесвітнього ромського конгресу, який відбувся в 1971 році.

## Текст пісні
E tsarentsa, bahtale Rromentsa
| Оригінал Gelem, gelem, lungone dromensa Maladilem bakhtale Romensa A Romale, katar tumen aven, E tsarentsa bahtale dromensa? A Romale, A Chavale Sas vi man yekh bari familiya, Mudardas la e Kali Legiya Aven mansa sa lumnyake Roma, Kai putardile e Romane droma Ake vriama, usti Rom akana, Amen khutasa misto kai kerasa A Romale, A Chavale Puter Devla le parne vudara Te shai dikhav kai si me manusha Pale ka zhav lungone dromendar Thai ka phirav bakhtale Romensa A Romalen, A chavalen Opre Rroma, si bakht akana Aven mansa sa lumnyake Roma O kalo mui thai e kale yakha Kamav len sar e kale drakha A Romalen, A chavalen. | Переклад Я їхав, їхав довгими дорогами І зустрічав щасливих ромів. О роми, звідки ви прийшли? З наметами щасливі на дорозі? О роми, о ромська молодь! Колись у мене була чудова сім'я, Чорний легіон вбив її. Ходімо зі мною, роми з усього світу! Для ромів відкрилися дороги. Прийшов час, піднімайтеся, роми, Ми піднімемося високо, якщо будемо діяти. О роми, о ромська молодь! Відкрий, Боже, білі двері Щоб я побачив, де мій народ. Повертайся, щоб подорожувати дорогами І гуляти з щасливими ромами О роми, о ромська молодь! Вставай, ромський народе! Прийшов час Ходімо зі мною, роми з усього світу! Темне обличчя і темні очі, Я хочу, щоб вони були, як темний виноград. О роми, о ромська молодь! |

## Альтернативна лірика
Існує багато версій «Джелем, Джелем», зокрема перекладених Рональдом Лі.
У 2004 році гурт Vaya Con Dios випустив інтерпретацію з французькою мовою, написану їхньою співачкою Дані Кляйн, зі схожою за звучанням назвою «Je l'aime, Je l'aime».